# Caballo ibérico

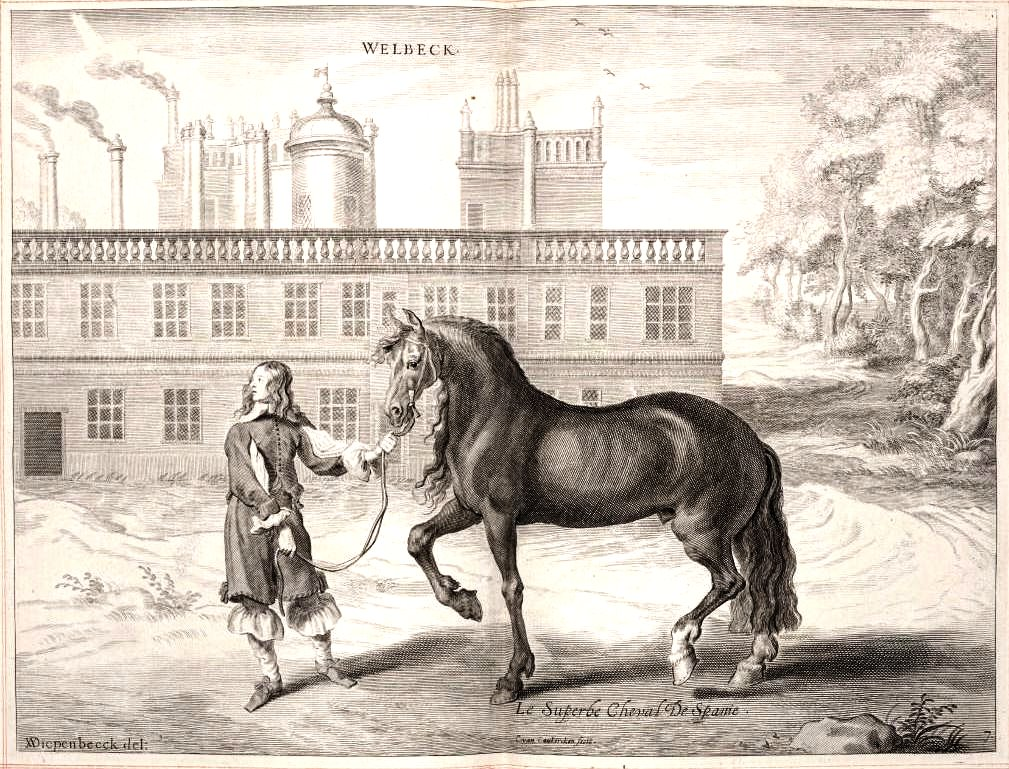
Grabado que muestra un caballo ibérico.

Se conoce como caballo ibérico a una serie de razas de caballo originarias de la península ibérica, que responden al prototipo de caballo barroco, y cuya domesticación se remonta a la colonización griega. Todas ellas tienen una serie de características más o menos comunes como:
- Alzada media. Ninguna raza ibérica pura supera el 1'65 m de altura a la cruz. Las razas ibéricas oscilan desde el tamaño de una jaca o poni, como la jaca gallega, al de un caballo normal como el lusitano.
- Cuello ancho y ligeramente arqueado. Esta característica resulta más marcada en las razas de mayor alzada.
- Perfil convexo o subconvexo. En algunos tipos, recto, pero nunca cóncavo.
- Crines tupidas. Todas las razas ibéricas tienen crines espesas y ocasionalmente rizadas.
- Formas redondeadas. Esto, junto con el cuello arqueado, define el aspecto barroco. Todas las razas ibéricas suelen tener formas redondeadas y no esbeltas, con la cola insertada baja.
- Capa oscura, oscilando entre el negro y el bayo. La influencia de razas foráneas como el berberisco y el árabe, cambiaron esa tendencia.

En época romana, además de caballos salvajes, había en Hispania dos variedades principales: una propia del tercio norte peninsular, de sangre fría, color oscuro y más apropiada para ir al paso o tirar del carro, llamados tieldones o asturcones cuando eran más pequeños, y otra de caballos ligeros, de color más claro y apropiados para la guerra, la caza y las carreras, que correspondía al equus Hispanus o caballo ibérico.
La FAO reconoció en 2005 la existencia de 17 razas características de la península ibérica.[cita requerida]

## División genética
Los resultados de un estudio genético realizado en 1999 que analizó 17 poblaciones equinas ibéricas, las dividió en dos grandes grupos perfectamente definidos:
- Descendientes del tronco tarpánico: andaluza, lusitana, menorquina, mallorquina, catalana, asturcón, gallego, sorraia, garrano, jaca navarra, pottoka, jaca soriana y losino. Este grupo se subdivide en dos, el grupo A1, en el que están las razas de tipo ponis ligeros y que descienden del equus gmelini, y el grupo A2, en el que están la andaluza, lusitana, menorquina, mallorquina y catalana, que descienden del equus przewalski.
- Descendientes del tronco solutrensis: aragonesa, bretón cerdá, burguete y bretón ampurdanés.

## Razas de España
El Catálogo Oficial de Razas de Ganado de España, publicado por el Ministerio de Agricultura, Pesca y Alimentación tiene reconocidas oficialmente 16 razas autóctonas de ganado equino caballar. Estas razas son las siguientes:
- Pura Raza Española, única en la categoría de razas de fomento. Es el resultado del cruce de caballos ibéricos con berberiscos y árabes.
- Asturcón, raza en peligro de extinción. Raza autóctona pura.
- Burguete, raza en peligro de extinción.
- Caballo de Deporte Español, inscrito en la sección de otros équidos registrados.
- Caballo de las Retuertas, raza en peligro de extinción.
- Caballo de Monte del País Vasco, raza en peligro de extinción.
- Caballo de Pura Raza Gallega, raza en peligro de extinción. Raza autóctona pura.
- Caballo Mallorquín, raza en peligro de extinción. Raza autóctona pura.
- Caballo Menorquín, raza en peligro de extinción. Raza autóctona pura.
- Caballo Pirineico Catalán, raza en peligro de extinción.
- Hispano-Árabe, raza en peligro de extinción. Es el resultado del cruce del caballo andaluz con el árabe.
- Hispano-Bretón, raza en peligro de extinción. Es el resultado del cruce de yeguas bretonas (raza de origen francés) con caballos hispanos. Muy utilizada en el ejército español.
- Pottoka, raza en peligro de extinción. Raza autóctona pura.
- Jaca Navarra, raza en peligro de extinción. Raza autóctona pura.
- Losina, raza en peligro de extinción. Raza autóctona pura.
- Marismeña, raza en peligro de extinción.
- Monchina, raza en peligro de extinción. Raza autóctona pura.[4][5]

Además de las reconocidas por el Ministerio, existen otras razas autóctonas de caballos, entre ellas las razas antiguas tradicionales, tanto históricas como actuales, que no tienen reconocimiento oficial por parte del ministerio:
- Caballo catalán: de capa negra. Actualmente extinto. La Asociación del Caballo de Tiro Catalán promueve su recuperación a partir de las pocas decenas de animales que conservan las características propias de esta raza.[6][7]
- Caballo de tiro ligero catalán.
- Caballo de Merens: al igual que el Pottoka, comparte su distribución con Francia, de forma que tiende a considerarse más una raza francesa que ibérica.
- Jaca soriana, extinta desde mediados del siglo XX.[8]
- Caballo serranillo, originario de la Sierra de Guadarrama que aún pervive.[8]

## Razas de Portugal
A continuación se muestran las razas portuguesas:
- Caballo lusitano: raza resultado del cruce de caballos ibéricos (posiblemente Sorraia) con berberiscos.
- Sorraia: raza autóctona, también llamada Tarpán ibérico.
- Garrano: raza de poni o jaca autóctona pura.
- Alter Real: raza cruzada.